# Gonzalo Fernández de Pomar
Gonzalo Fernández de Pomar (Ubrique, 1711 - Cádiz, 1794), o también Gonzalo Pomar, fue un maestro retablista español del barroco andaluz del siglo XVIII.

## Obras
Ha dejado un legado importantísimo de su obra en numerosas iglesias y conventos del sur de España, en un momento de auge de estos trabajos por las donaciones privadas de pudientes de la Carrera de Indias para ornamentar los interiores de templos religiosos. Parte de su obra, como un retablo que levantó en el que fuera convento de San Agustín, de Sevilla, se perdió con la desamortización de Mendizábal. Otra ha llegado a nuestro días, como los retablos de la Capilla del Nazareno (1758) y de la Veracruz (1763), en las Iglesias de Santa María y de San Francisco, de Cádiz. También es autor de otros retablos y ornamentaciones en templos gaditanos como San Juan de Dios, El Carmen, San Lorenzo, Hospital de Mujeres y San Antonio. En esta última iglesia, es de destacar el retablo servita de la Virgen de los Dolores, que originariamente perteneció al convento de los Descalzos. Trabajó, junto al escultor jerezano, aunque de origen genovés, Jácome Vaccaro, en el triunfo de la Virgen del Rosario, monumento de jaspe blanco de Cádiz que se realizó tras el maremoto de 1755 y que forma parte del actual mobiliario urbano de la ciudad. En los últimos años de su vida profesional se vio ayudado por su sobrino-nieto, el escultor y académico José Fernández Guerrero, uno de los maestros del neoclasicismo andaluz, a quien traspasó sus conocimientos artísticos como imaginero, así como su capacidad en el dominio de la obra efímera. Pomar fue autor del túmulo al gusto francés que se levantó en la capital gaditana en 1746 con ocasión de los funerales de Felipe V El Animoso, el primer Borbón español. Años más tarde, su sobrino-nieto levantaría otro catafalco, en esta ocasión en sintonía con los criterios academicistas, en memoria de la reina Isabel de Braganza, segunda esposa de otro Borbón posterior, el rey Fernando VII. Murió sin fortuna alguna, después de trabajar toda la vida en los andamios de los templos gaditanos y tras haber tenido que hacerse cargo de dos sobrinos huérfanos, a los que educó. Ejerció como maestro mayor de carpintería de Cádiz (1770-1794) a las órdenes primero del maestro mayor de la ciudad, Torcuato José Cayón, y después de sus sucesores.